# Gelelektroforese

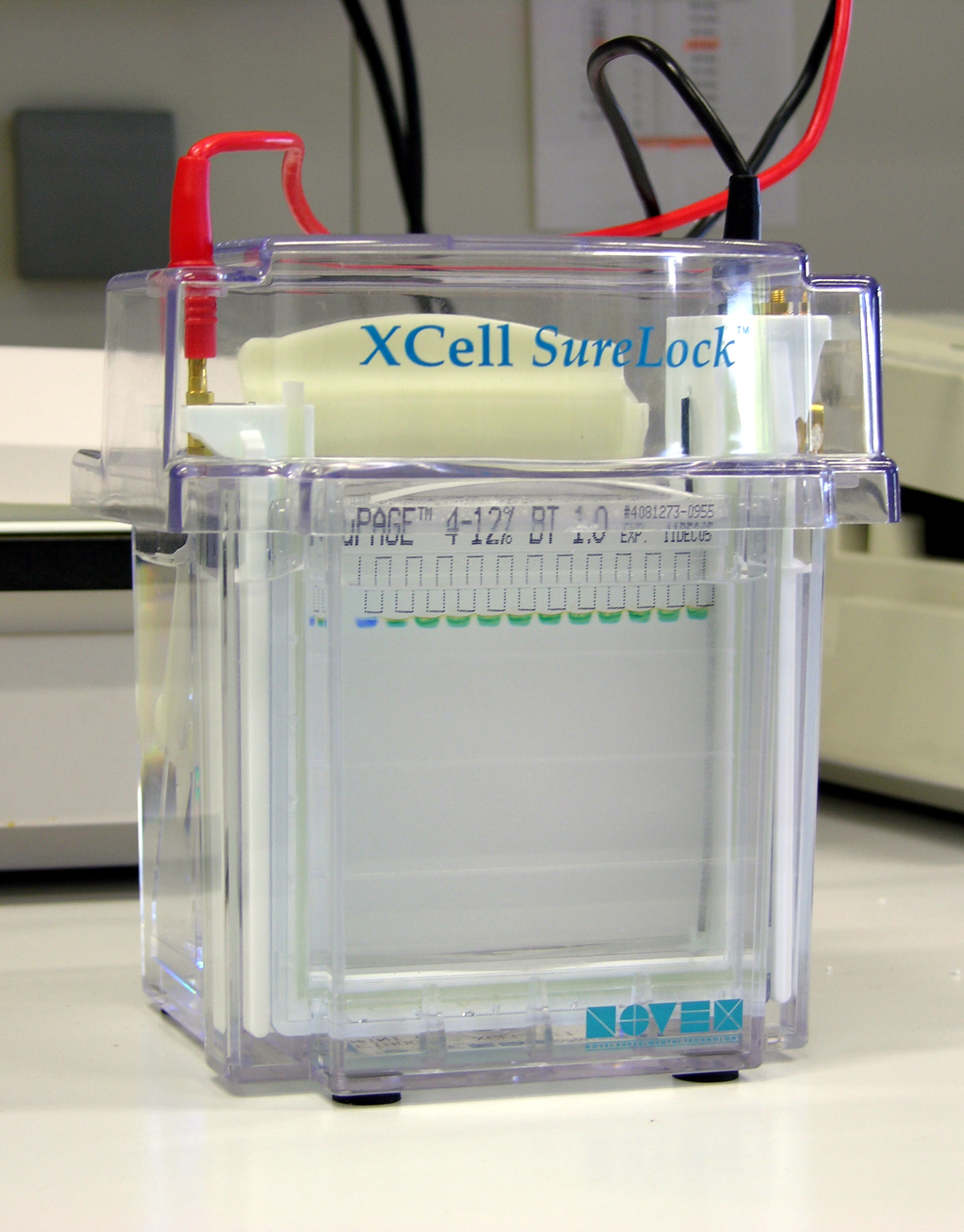
Gelelektroforeseapparaat

Gelelektroforese (een samenstelling van de woorden gel en elektroforese) is een scheidingstechniek waarbij moleculen met verschillende afmetingen gescheiden kunnen worden.
- Agarose gel elektroforese: scheiding van nucleïnezuren (DNA/RNA) op een agarose gel

Hierbij ga je de nucleïnezuren scheiden op basis van hun lading en/of massa (grootte). Dit wordt gedaan met horizontale gels. Agarose is een polysaccharide, een polymeer van agarobiose en is niet-toxisch.
- Polyacrylamide gel elektroforese (PAGE): bijvoorbeeld SDS-PAGE = scheiding van eiwitten

Hierbij ga je de eiwitten scheiden op basis van hun massa. Dit wordt gedaan met verticale gels. Sodium dodecyl sulfaat (SDS) is een anionisch detergent = hoofdgroep heeft een negatieve lading.
Elektrisch geladen moleculen gaan onder invloed van een homogeen elektrisch veld bewegen in een gel. Gelelektroforese is een van de toepassingen van het fysische verschijnsel elektroforese.
Als de positieve pool (de anode) zich onder in de gel bevindt, bewegen negatief geladen moleculen zich naar beneden. Hoe groter de moleculen, des te trager ze zullen bewegen (migreren); hoe kleiner de moleculen, hoe sneller ze zullen bewegen.
De te scheiden moleculen kunnen bijvoorbeeld eiwitten of DNA-fragmenten zijn.
Aanvankelijk werd aardappelzetmeel gebruikt voor de gel, en naar verluidt werkt zelfs aardbeiengelei. Moderne gels voor deze vorm van elektroforese zijn gebaseerd op polymeren. De gel kan uit polyacrylamide bestaan (=polyacrylamide-gel-elektroforese). Ook wordt er vaak een agarosegel gebruikt. Voor chromosomaal DNA wordt vaak een agarosegel gebruikt van 0,8 tot 1%, voor PCR-producten is dit 1 à 2% en voor restrictieproducten 1,5 à 2%.

## Praktische werkwijze
- Na het maken van de gel op basis van poeder en water of TBE-buffer (Tris, Boraat, EDTA) wordt de gel in een reservoir gelegd met een bufferoplossing.
- Het te scheiden mengsel wordt in de uitsparingen ter hoogte van de kathode in de gel geïnjecteerd en de spanning wordt aangelegd.
- Idealiter handhaaft men de spanning totdat de snelste (kleinste) moleculen zich vrijwel volledig een weg door de gel naar beneden hebben gebaand. Om te weten waar het kleinste fragment zich bevindt, wordt er vaak Orange G toegevoegd, een synthethisch azopigment. De moleculen van deze kleurstof zijn kleiner dan het kleinste DNA-fragment en zullen dus als eerst het eind van de gel bereiken. Een andere functie van het toevoegen van Orange G is het verzwaren van het te injecteren monster om uitloop te voorkomen.
- Om de moleculen zichtbaar te maken, kan men gebruikmaken van zilverkleuring, coomassie brilliant blue, SYBR Green of ethidiumbromide in combinatie met uv-licht. Bij radioactieve moleculen kan men de visualisatie met een fotofilm doen.
- Door in andere rijen (lanes) gebruik te maken van mengsels waarvan de samenstelling bekend is, kan men de fragmentgrootte bepalen. Bekende mengsels zijn vaak basenparenladders. De fragmenten hierin hebben allemaal een bepaalde lengte, bijvoorbeeld 50 bp (basenparen). Dit wordt gedaan om de fragmentgrootten van monsters te bepalen, maar ook om te kijken of er wel daadwerkelijk wat door de gel heeft gelopen. Om een goed contrast tussen de basenparenladders te verkrijgen kan het beste methyleenblauw gebruikt worden als kleurstof in de gel.

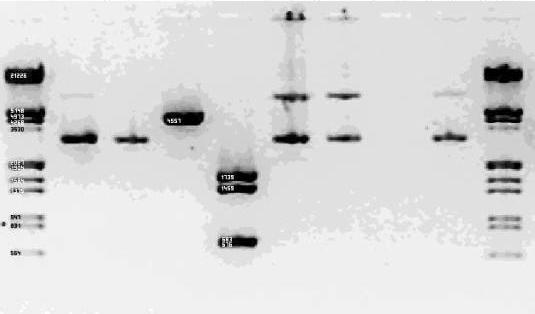
Voorbeeld van de beeldvorming van diverse stoffen in een gel